# Муция Терция
Муция Терция (лат. Mucia Tertia, около 95 — после 31 до н. э.) — римская матрона, дочь Квинта Муция Сцеволы и Целии. В 78 году до н. э. (встречается дата 79 год до н. э) стала женой Гнея Помпея Великого, имела от него дочь Помпею и двух сыновей: Гнея и Секста. В конце 62 года до н. э. получила развод из-за супружеской неверности, возможно, в том числе и с Гаем Юлием Цезарем. Во второй раз вышла замуж около 60 года до н. э. — за Марка Эмилия Скавра, имела от него сына Марка.
В этом же году была посредницей в конфликте между Цицероном и своими братьями. В 39 году до н. э. на Сицилии принимала участие в переговорах своего сына Секста Помпея Магна с триумвирами.
Муция Терция пользовалась уважением Октавиана Августа и имела на него влияние, благодаря чему он помиловал её сына Марка Эмилия Скавра, взятого в плен в сражении при Акциуме.
Существует предположение, что именно Муцию Терцию имел в виду Гай Валерий Катулл, когда писал о некой Мецилле — женщине с немыслимым количеством любовников.